# Richard Bone
Pour les articles homonymes, voir Bone.
Richard Bone (né le 3 février 1952 à Atlanta) est un musicien électronique américain.

## Biographie
Bone commence sa carrière musicale professionnelle en créant des bandes originales et des partitions pour plusieurs compagnies du théâtre expérimental. En 1979, il sort avec son groupe Bone le single Pirate the Islands/Headlines Have It avant de rejoindre le groupe new-wave Shox Lumania en 1981. Bone enregistre un 45t solo Digital Days/Alien Girl puis signe chez Survival Records au Royaume-Uni où il sort des LP, EP, singles et contribue à des compilation. Son single de 1983 Joy of Radiation atteint la première place du palmarès de la danse à Hong Kong.
Bone fonde le label Quirkworks Laboratory Discs en 1991, lui permettant de créer de la musique de nature plus expérimentale et de garder le contrôle de sa direction musicale.

## Discographie
Albums solos
- Empyrean Castles, 2019, Quirkworks Laboratory Discs
- A Garden of Invited Flowers, 2019, Quirkworks Laboratory Discs
- Niburu, 2018, Quirkworks Laboratory Discs
- Age of Falconry, 2017, Mega Dodo*AERA, 2016, USB Release, Quirkworks Laboratory Discs
- Involution Vol. 1, 2015, Quirkworks Laboratory Discs
- Vertical Life, 2014, Quirkworks Laboratory Discs
- Cranium Fizz, 2013, Quirkworks Laboratory Discs
- Anthology, 2013, AD Music UK
- Images from A Parallel World, 2013, AD Music UK
- Mind Environs, 2011 Quirkworks Laboratory Discs (soundtrack from the iTunes app)
- XesseX - The Palindrome Project, 2011, Quirkworks Laboratory Discs
- Adaptors, 2011, Prismatikone (Italy)
- Beleaguered Blossoms, 2010, Quirkworks Laboratory Discs
- The Ghosts of Hanton Village, 2009, Quirkworks Laboratory Discs
- Sudden Departure, 2008, Quirkworks Laboratory Discs
- Short Waves, 2008, Quirkworks Laboratory Discs
- Emerging Melodies (CD Re-Issue), 2008, Quirkworks Laboratory Discs
- Connection Failed, 2008, Quirkworks Laboratory Discs
- Songs From The Analog Attic, 2007, Quirkworks Laboratory Discs
- Infinite Plastic Creation, 2007, Quirkworks Laboratory Discs
- Experiments '80-'82, 2007, Quirkworks Laboratory Discs
- Serene Life of Microbes, 2006, AD Music UK
- Vesperia, 2006, Quirkworks Laboratory Discs
- Saiyuji, 2005, Quirkworks Laboratory Discs
- The Reality Temples, 2004, Spiralight Recordings
- Untold Tales, 2004, Orlandomaniac Music (Sweden)
- Alternate Realities, 2003, Spiralight Recordings
- Indium, 2002, Electroshock (Russia)
- Disorient, 2002, Quirkworks Laboratory Discs
- Alternate Worlds vol. 1 (MP3 Release), 2001, Quirkworks Laboratory Discs
- Tales from the Incantina, 2001, Indium/Quirkworks Laboratory Discs
- Ascensionism, 2000, Quirkworks Laboratory Discs
- Distillation, 1999, Halcyon
- Ether Dome, 1999, Hypnos Recordings
- Coxa, 1999, Quirkworks Laboratory Discs
- The Spectral Ships, 1998, Hypnos Recordings
- Electropica, 1998, Quirkworks Laboratory Discs
- A Survey of Remembered Things, 1997, (a shared disc with John Orsi) Quirkworks Laboratory Discs
- Metaphysic Mambo, 1996, Reversing
- The Eternal Now, 1996, Quirkworks Laboratory Discs
- Vox Orbita, 1995, Quirkworks Laboratory Discs
- Ambiento, 1994, Quirkworks Laboratory Discs
- X Considers Y, 1994, Quirkworks Laboratory Discs
- Quirkwork, 1993, Quirkworks Laboratory Discs

Vinyles
- Obtuse Tantrums (7” vinyl), 2015, AttractiveCO
- Brave Sketches' (2x 12” vinyl), 2015, Orlandomaniac Music
- Vaulted Vsions (3x 12” vinyl), 2014, Vinyl on Demand
- X Considers Y (12” vinyl), 1994, Quirkworks Laboratory Discs
- Exspectacle (12” vinyl), 1985, Survival
- The Real Swing (12” vinyl), 1984, Survival
- Living in Partytown (12” vinyl), 1984, Survival
- Joy of Radiation (12” vinyl), 1983, Survival
- Emerging Melodies (12” vinyl), 1983, Rumble
- Brave Tales (12” vinyl), 1983, Survival
- The Beat is Elite (12” vinyl), 1982, Survival
- Joy/Do Angels Dance (7” vinyl), 1983, Survival
- Digital Days/Alien Girl (7” vinyl), 1981, Rumble/Survival
- Life in Video City (cassette), 1980, Eurock
- Quiz Party (cassette), 1980, Eurock
- Pirate the Islands/Headlines (7” vinyl), 1979, Rumble

Collaborations
- Via Poetica, 2007, (avec Lisa Indish) Quirkworks Laboratory Discs
- Songs from Early Paradise (avec Mary Zema), 1998, Quirkworks Laboratory Discs
- Rubber Rodeo (avec Rubber Rodeo), 1982, Eat Records
- She Had To Go (avec Rubber Rodeo), 1982, Eat Records
- Live at the Peppermint Lounge (avec Shox Lumania), 1981, ROIR
- (I Have) No Shoes/Signals (avec Shox Lumania), 1981, Rumble
- Jolene/ Who’s on Top? (avec Rubber Rodeo), 1981, Rumble
- Age of Urban Heroes (avec Urban Heroes), 1981, Dutch Ariola
- Headlines (avec Urban Heroes), 1980, Dutch Ariola

## Source de la traduction
- (en) Cet article est partiellement ou en totalité issu de l’article de Wikipédia en anglais intitulé « Richard Bone » (voir la liste des auteurs).